# Лашка вас при Шторах
Лашка вас при Шторах (словен. Laška vas pri Štorah) је насељено место у општини Шторе, Савињска регија, Словенија.

## Историја
До територијалне реорганизације у Словенији била је у саставу старе општине Цеље.

## Становништво
У попису становништва из 2011. године, Лашка вас при Шторах је имала 229 становника.
| Број становника према пописима | Број становника према пописима | Број становника према пописима |
| ------------------------------ | ------------------------------ | ------------------------------ |
| 1991                           | 2002                           | 2011                           |
| 207                            | 218                            | 229                            |

Напомена: До 1955. исказивано под именом Лашка вас. Године 1953. увећан за део некадашњег насеља Свети Ловренц при Прожин које је укинуто. Године 1992. увећан за део насеља Комполе.